# Cor local
Na literatura, uma obra com o uso do conceito de cor local se refere à ficção ou poesia que se concentra nas características específicas - incluindo personagens, dialetos, costumes, história e topografia - de uma determinada região (regionalismo), época ou tipo. Uma vez que a região pode ser uma recriação ou a reflexão do próprio autor, muitas vezes há nostalgia e sentimentalismo na escrita. A ideia de cor local é fortemente defendida por Victor Hugo no prefácio a sua peça Cromwell, contra o artificialismo do teatro clássico. Este prefácio é um documento importante do movimento romântico.
O conceito de cor local não precisa estar atrelado à presença do regionalismo.

## Exemplos de escritores brasileiros
- Franklin Távora
- Alfredo d'Escragnolle Taunay
- José de Alencar